# McKenas Cole
McKenas Cole este un personaj jucat de Quentin Tarantino în serialul Alias. A fost un fost agent pentru SD-6, organizație de care a fugit pentru a lucra pentru "The Man", iar mai târziu pentru Legământ. 
Cole a apărut pentru prima dată în sezonul 1 în episodul "The Box" (Partea I și II). El împreună cu un grup de agenți s-au infiltrat în biroul SD-6 din Los Angeles și au luat ostatici întregul sediu, cu excepția lui Sydney și Jack Bristow, care erau în parcarea de la Credit Dauphine. S-a aflat atunci că a fost un fost agent SD-6, care a fost însărcinat de Arvin Sloane să distrugă o clădire dinn Cecenia cu cinci ani înainte, dar a fost capturat de rebeli și torturat. Când este eliberat devine un agent pentru "The Man" ("Omul"), care s-a dovedit a fi Irina Derevko. Este însărcinat să procure o fiolă cu lichid din seiful SD-6 pentru a putea citi un document scris de Milo Rambaldi. Totuși, după eforturile familiei Bristow (Sydney și Jack) și ale agentului CIA Michael Vaughn, este capturat și luat în arestul guvernului Statelor Unite.
El mai apare în episodul sezonului 3, "After Six". După ce Julian Sark și Lauren Reed îi omoară pe cei șase lideri ai celulelor Legământului, ei reușesc să folosească acest lucru ca avantaj pentru a accede la conducerea celulei Nord-Americane. Spre mirarea lui Sark, Lauren a mers pe ascuns și l-a alertat pe Cole de intențiile lui Sark. Totuși, asasinarea liderilor avea valoare pentru Cole și pentru Legământ, deoarece CIA-ul căuta Agenda Doleac care conținea informații importante despre operațiunile Legământului, printre care și numele liderilor celulelor. Astfel, deși faptele lui Sark indicau trădare, acestea au fost benefice Legământului, iar Cole i-a promovat pe Sark și pe Lauren la comanda celulei Nord-Americane a Legământului. 
Cole a supravegheat, de asemenea, aparenta spălare a creierului lui Sydney, pentru a o transforma în Julia Thorne.
Nu se știe pe unde se află Cole și nici cum a evadat din arestul CIA-ului. 